# UOB 플라자
대화은행 플라자(중국어: 大华银行大厦) 혹은 유나이티드 오버시즈 뱅크 플라자(영어: United Overseas Bank Plaza), 속칭 UOB 플라자는 싱가포르 다운타운에 위치한 마천루이다. 지상 66층, 280m로 원 래플즈 플레이스(OUB 센터), 리퍼블릭 플라자와 함께 싱가포르에서 가장 높은 마천루 3개에 해당한다.
싱가포르 은행인 대화은행의 본사 역할도 하는 빌딩이다.

## 같이 보기
- 마천루 목록
- 아시아의 마천루 목록